# Danganronpa
Danganronpa (ダンガンロンパ?  "Pistolkulevederläggning") är ett japanskt visuell roman-äventyrsspelsfranchise som utvecklas och ges ut av Spike Chunsoft till Playstation Portable, Playstation Vita, Android och IOS. Serien består huvudsakligen av fyra spel: Danganronpa: Trigger Happy Havoc, Danganronpa 2: Goodbye Despair, Danganronpa V3: Killing Harmony och spinoffen Danganronpa Another Episode: Ultra Despair Girls. Det finns även ett minispel vid namn Danganronpa: Unlimited Battle till IOS med figurer från det första spelet.
Utöver spelen har serien även fått manga-, anime- och light novel-adaptioner och -spinoffs.

## Spel

### Huvudserien
Danganronpa: Trigger Happy HavocDet första spelet i serien. Det släpptes den 25 november 2010 till Playstation Portable, och porterades senare till Playstation Vita, PC, Playstation 4, Android och IOS. Huvudfiguren är Makoto Naegi, en elev på Hope's Peak Academy.
Danganronpa 2: Goodbye DespairDet andra spelet i serien. Det släpptes den 26 juli 2012 till Playstation Portable, och porterades senare till Playstation Vita, Playstation 4 och PC. Huvudfiguren är Hajime Hinata, som liksom Makoto är en elev på Hope's Peak Academy; spelet utspelar sig dock på den tropiska ön Jabberwock Island istället för på akademin.
Danganronpa V3: Killing HarmonyEn "mjuk reboot" av Danganronpa-serien. Släpptes 12 januari 2017 till Playstation 4 och Playstation Vita i Japan. I slutet av september/början av oktober 2017 släpps spelet internationellt till dessa plattformar, samt till PC. Utspelar sig på skolan Ultimate Academy for Gifted Juveniles.

### Spinoffs
Danganronpa Another Episode: Ultra Despair GirlsEtt action-äventyrsspel som släpptes till Playstation Vita den 25 september 2014. Huvudfiguren är Komaru Naegi, som är Makotos syster.
Danganronpa: Unlimited BattleEtt action-minispel som släpptes den 7 januari 2015 till IOS.

## Annan media

### Manga
Danganronpa har fått manga-adaptioner och -spinoffs flera gånger:

#### Trigger Happy Havoc
- Danganronpa: Kibō no Gakuen to Zetsubō no Kōkōsei (ダンガンロンパ 希望の学園と絶望の高校生?) (Illustrerad av Hajime Touya, utgiven i Enterbrains Famitsu Comic Clear mellan den 24 juni 2011 och den 18 oktober 2013)
- Danganronpa: Kibō no Gakuen to Zetsubō no Kōkōsei 4Koma Kings (ダンガンロンパ 希望の学園と絶望の高校生 4コマKINGS?) (Diverse illustratörer, tre volymer utgivna mellan den 25 juli 2011 och den 25 januari 2014)
- Danganronpa: Kibō no Gakuen to Zetsubō no Kōkōsei Comic Anthology (ダンガンロンパ 希望の学園と絶望の高校生 コミックアンソロジー?) (Diverse illustratörer, tre volymer utgivna mellan den 25 augusti 2011 och den 25 februari 2014)

#### 2: Goodbye Despair
- Super Danganronpa 2: Sayonara Zetsubō Gakuen (スーパーダンガンロンパ2 さよなら絶望学園?) (Utgiven i Famitsu Comic Clear med start den 10 december 2012)
- Super Danganronpa 2: Dangan Island - Kokoro Tokonatsu Kokoronpa♪ (スーパーダンガンロンパ2 だんがんアイランド ココロ常夏、ここロンパ♪?) (Illustrerad av Yoryu, utgiven av Mag Garden mellan den 30 oktober 2012 och den 15 april 2013)
- Super Danganronpa 2: Chō-Kōkō-Kyū no Kōun to Kibō to Zetsubō (スーパーダンガンロンパ2 超高校級の幸運と希望と絶望?) (Illustrerad av Kyosuke Suka, utgiven av Mag Garden med start den 10 november 2012
- Super Danganronpa 2: Nanami Chiaki no Sayonara Zetsubō Daibōken (スーパーダンガンロンパ2 七海千秋のさよなら絶望大冒険?) (Illustrerad av Karin Suzuragi, utgiven i Mag Gardens Monthly Comic Blade med start december 2012)
- Super Danganronpa 2: Nangoku Zetsubo Carnival! (スーパーダンガンロンパ2 南国ぜつぼうカーニバル!?) (Illustrerad av Ayune Araragi, utgiven i GA Bunkos GA Bunko Magazine med start den 14 april 2013)
- Super Danganronpa 2: Sayonara Zetsubō Gakuen - 4Koma Kings (スーパーダンガンロンパ2 さよなら絶望学園 4コマKINGS?) (Diverse illustratörer, fyra volymer utgivna mellan den 25 oktober 2012 och den 25 oktober 2013)
- Super Danganronpa 2: Sayonara Zetsubō Gakuen - Comic Anthology (スーパーダンガンロンパ2 さよなら絶望学園 コミックアンソロジー?) (Diverse illustratörer, fyra volymer utgivna mellan den 24 november 2012 och den 25 november 2013)

#### The Animation
- Danganronpa: The Animation (ダンガンロンパ 希望の学園と絶望の高校生: The Animation?) (Illustrerad av Samurai Takashi, utgiven i Kadokawa Shotens Shonen Ace med start juli 2013)
- Danganronpa: The Animation - Comic Anthology (ダンガンロンパ 希望の学園と絶望の高校生 The Animation 電撃コミックアンソロジー?) (Diverse illustratörer, utgiven den 27 augusti 2013)

#### Another Episode: Ultra Despair Girls
- Zettai Zetsubō Shōjo: Danganronpa: Another Episode - Genocider Mode (絶対絶望少女 ダンガンロンパ Another Episode ジェノサイダーモード?) (Skriven av Machika Minami, utgiven från och med 27 januari 2015 i Dengeki Maoh)[2]

### Light novels
Danganronpa/Zero (ダンガンロンパ/ゼロ?)En light novel-prequel till Danganronpa: Trigger Happy Havoc som gavs ut i två volymer den 16 november 2011. Den publicerades av Seikaisha, och skrevs och illustrerades av spelseriens författare och illustratör, Kazutaka Kodaka respektive Rui Komatsuzaki.
Danganronpa IF: Kibō no Dasshutsusōchi to Zetsubō no Zan'nen Musō (ダンガンロンパIF 希望の脱出装置と絶望の残念無双?  "Pistolkulevederläggning OM: Hoppets flyktväxel och förtvivlans olycksaliga krigare")En light novel-spinoff som går att låsa upp och läsa i spelet Danganronpa 2: Goodbye Despair, och som handlar om ett alternativt universum där Makoto hittar vad som antas vara ett sätt att ta sig ut från Hope's Peak.
Danganronpa Kirigiri (ダンガンロンパ霧切?)En light novel-serie som skrivs av Takekuni Kitayama och illustreras av Komatsuzaki, och handlar om Kyoko Kirigiri, en figur från det första spelet. Den första volymen gavs ut den 13 september 2013, och den andra den 29 november samma år. En tredje volym släpptes den 28 november 2014.

### Anime
En anime, Danganronpa: The Animation, har producerats av Lerche och regisserats av Seiji Kishi. Den började sändas på TV i Japan den 4 juli 2013.